# کاسته‌دم داروین
کاسته‌دم داروین (نام علمی: Nothura darwinii) نام یک گونه از سرده کاسته‌دم‌ها است.